# 91e régiment de marche
Pour les articles homonymes, voir 91e régiment.
Le 91e régiment d'infanterie de marche (ou 91e régiment de marche) est un régiment d'infanterie français, qui a participé à la campagne de 1871 à l'intérieur.

## Création et différentes dénominations
- 25 février 1871 : formation du 91e régiment d'infanterie de marche
- 30 août 1871 : fusion dans le 91e régiment d'infanterie de ligne

## Historique
Le régiment est formé le 25 février 1871 au camp de Saint-Médard, près de Bordeaux, à trois bataillons à six compagnies,. Il amalgame la 10e compagnie de dépôt du 13e régiment de ligne, un détachement du 41e, un détachement du 50e, la 5e compagnie du 74e, un détachement du 75e, un détachement du 86e et un détachement du 93e.
Créé après l'armistice de la guerre franco-allemande, le 91e de marche rejoint le 19 mars la 7e division de l'armée de Versailles. Les troupes versaillaises sont réorganisées le 6 avril et le régiment est rattaché à la 3e division de la 1re armée. Il participe à la semaine sanglante.
En mai, le 91e de marche fait partie de la 2e division du 4e corps de l'armée de Versailles. Il fusionne le 30 août 1871 dans le 91e régiment d'infanterie de ligne.